# Mjesečevi čvorovi
Mjesečevi čvorovi su točke na nebu u kojoj se prividno sijeku staze dvaju nebeskih tijela, Mjeseca (Mjesečeva putanja) i Zemlje (ekliptika). U uzlaznome čvoru Mjesec prelazi na sjevernu stranu ekliptike, u silaznome na južnu. Spojnica čvorova (linija čvorova) stalno se zakreće zbog gravitacijskog poremećaja drugim tijelima. Mjesečevi čvorovi trpe regresiju, tj. pomiču se suprotno (prema zapadu) od gibanja Mjeseca među zvijezdama (prema istoku); period tog okreta je 18.6 godina. Kada Mjesec uđe u Zemljinu sjenu, nastaje pomrčina Mjeseca, a kada dođe u spojnicu (Mjesečevi čvorovi) između Zemlje i Sunca, nastaje pomrčina Sunca.

### Složeno gibanje Mjeseca
Mjesečeva staza leži u ravnini koja je prema ravnini ekliptike nagnuta pod kutom od 5° 9’. Zanimljiv je položaj Mjesečeve osi vrtnje i ekvatora u prostoru: os vrtnje otklonjena je od ravnine staze za 83° 20’. Od okomice na ravninu ekliptike, os Mjesečeve vrtnje otklonjena je svega 1° 31’, pa se Mjesec vrti praktički uspravno na ravninu ekliptike. Mjesečeva staza nije stalno istog položaja u ravnini. Elipsa se zakreće u istom smjeru u kojemu se Mjesec giba oko Zemlje. Velika os putanje (spojnica apogeja i perigeja) zakrene se za 40.68° na godinu. Za pun zakret elipse potrebno je 8 godina i 310 dana. Zbog tog zakretanja staze period prolaska elipsom, ili točnije, vremensko razdoblje između dva uzastopna prolaza Mjeseca perigejom, ne traje jednako kao i siderički mjesec, već duže, 27.55 dana. To je anomalistički mjesec. No to još nije sve. 
Gibajući se stazom, Mjesec prelazi s južne strane ekliptike na sjevernu i obratno. Tamo gdje staza prelazi na sjevernu stranu nalazi se uzlazni čvor Ω, a tamo gdje prelazi sa sjeverne na južnu, silazni čvor Ʊ (Mjesečevi čvorovi). Linija koja povezuje čvorove, linija čvorova, nastaje kao presjecište ravnine staze i ravnine ekliptike. I to presjecište ne miruje, jer ni ravnina staze nije uvijek jednako položena. Ona se zakreće u prostoru za 19.355° na godinu (3’ 10.77” na dan). To znači da se za puni kut zakrene u vrijeme od 18.6 godina. To je period regresije čvorova. U njegovu se taktu mijenja utjecaj Mjeseca na Zemljinu precesiju, što se očituje u nutaciji. Ravnina staze zakreće se tako da je njen nagib prema ekliptici (inklinacija) sačuvan. Smjer zakretanja suprotan je smjeru obilaženja Mjeseca oko Zemlje, odvija se od istoka prema zapadu; smjer je također suprotan godišnjem gibanju Sunca, što utječe na broj pomrčina. No zbog tog zakretanja linije čvorova, period prolaska Mjeseca kroz dani čvor (recimo uzlazni), kraći je od sideričkog mjeseca i iznosi 27.21 dan. To je drakonistički ili nodički mjesec (lat. nod: čvor, draco: zmaj; naziv je povezan s mitskim tumačenjem da pomrčinu Sunca uzrokuje zmaj). Drakonistički mjesec je važan zato što se pomrčine mogu dogoditi samo onda kada je Mjesec u blizini čvorova. 
Sve te složene pravilnosti uzrokovane su utjecajima drugih nebeskih tijela, a posebno Sunca na Mjesec. Druga tijela poremećuju gibanje Mjeseca oko Zemlje. Osim spomenutih, postoje i druge, manje ili više pravilne promjene. Tako se na primjer najmanja udaljenost Mjeseca od Zemlje (perigej) mijenja od 356 410 km do 369 960 km i najčešće poprima vrijednost od 363 300 km. Najveća udaljenost (apogej) mijenja se od 404 180 km do 406 740 km, a najčešće poprima vrijednost 405 500 km. Stoga se i numerički ekscentricitet eliptične putanje mijenja, i to od 0.045 do 0.065. Inklinacija ravnine staze mijenja se za ±10’ u roku od 173 dana. 
Mjesec se giba u složenom gravitacijskom polju i stoga se mora očekivati da će se gibati na složen način. Kada bi na Mjesec djelovala jedino Zemljina privlačna sila, Mjesec bi se gibao po stalnoj elipsi s obzirom na Zemlju. Prosječna brzina gibanja Mjeseca oko Zemlje iznosi 1.02 km/s. Ali Mjesec se giba i oko Sunca, dakle i u njegovu gravitacijskom polju. Štoviše, privlačna sila Sunca dva puta je veća nego privlačna sila Zemlje. Iako nije uobičajeno, možemo slobodno reći da se Mjesec giba oko Sunca, slično tome kako se Zemlja giba oko Sunca. Zemljina privlačna sila dakle u stvari poremećuje Mjesečevu stazu oko Sunca i prisiljava ga da obilazi i oko nje. Mjesec žuri pred Zemlju, zatim usporava i ide njezinim tragom; brzina gibanja Mjeseca oko Sunca mijenja se pri tome, približno, od 31 km/s do 29 km/s. Zbog takvih promjena brzine i zbog gibanja na različitim udaljenostima od Sunca (u nejednolikom gravitacijskom polju Sunca) nije teško prihvatiti činjenicu da se Mjesec i vlada na veoma složen način.

## Pomrčina
Pomrčina ili eklipsa je zaklanjanje jednoga nebeskog tijela drugim ili ulazak jednoga nebeskog tijela u sjenu drugoga. Pomrčina Sunca ili Mjeseca nastaje kada se oni nalaze u blizini jednoga čvora Mjesečeve staze oko Zemlje (staza Mjeseca nagnuta je prema ekliptici za 5° 9).